# Sereteț, Zboriv
Sereteț (în ucraineană Серетець) este localitatea de reședință a comunei Sereteț din raionul Zboriv, regiunea Ternopil, Ucraina.

## Demografie
Componența lingvistică a localității Sereteț
     Ucraineană (99,79%)
     Alte limbi (0,21%)
Conform recensământului din 2001, majoritatea populației localității Sereteț era vorbitoare de ucraineană (99,79%), existând în minoritate și vorbitori de alte limbi.